# Omer Perelman Striks

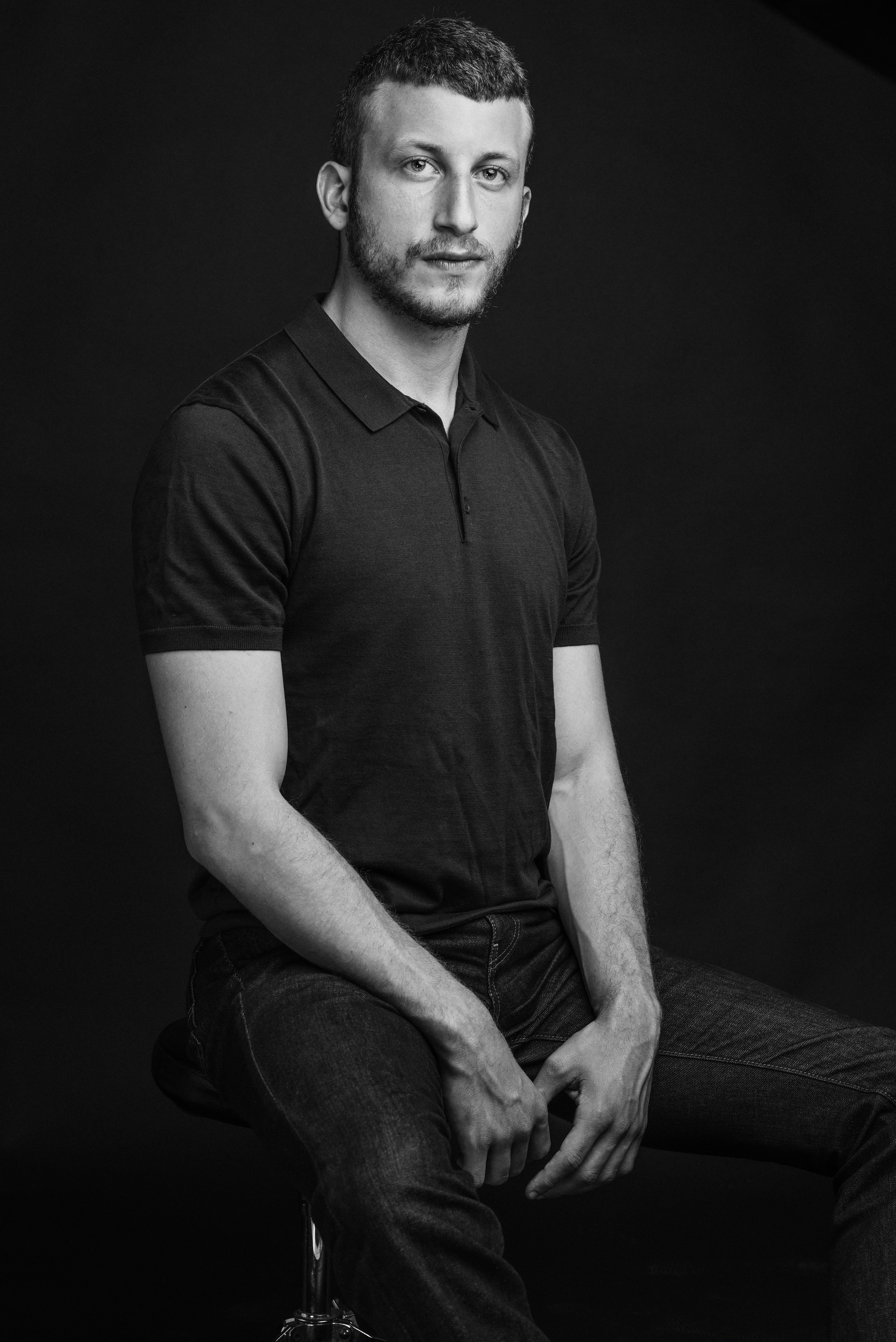
Omer Perelman

Omer Perelman Striks (hebräisch עומר פרלמן שטריקס; * 20. Juli 1993 in Tel Aviv, Israel) ist ein israelischer Schauspieler.

## Leben und Karriere
Perelman wurde am 20. Juli 1993 in Tel Aviv geboren. Er studierte an der Thelma Yellin High School of Arts. Nach seinen Schulabschluss studierte er an der Yoram Loewenstein Performing Arts Studio. Als er zwölf Jahre alt war beging seine Mutter war Suizid.
Sein Debüt gab er 2012 in dem Film S#x Acts. Anschließend war er 2014 in der Fernsehserie Shovrei Galim zu sehen. 2017 spielte er in der Serie Shababnikim mit. Unter anderem bekam Striks 2021 in dem Film The Swimmer eine Hauptrolle. Für seine Rolle wurde er beim Jerusalem Film Festival mit dem Preis für den besten Schauspieler ausgezeichnet.

## Privates
Striks ist homosexuell und ist seit 2018 mit dem israelischen Architekten Raanan Stern liiert. Er bezeichnet sich als säkularer Jude.

## Filmografie
Filme
- 2012: S#x Acts
- 2014: Self Made
- 2014: Marzipan Flowers
- 2019: Incitement
- 2021: The Swimmer

Serien
- 2012–2013: Summer Break Diaries
- 2014: Shovrei Galim
- 2017: Shababnikim
- 2018: The Bar Mitzvah
- 2020: Valley of Tears
- 2020: Manayek – Die Verräter (Manayek)
- 2022: Munich Games